# Conclave de 1471
Le conclave de 1471 se déroule à Rome, du 6 au 9 août 1471, juste après la mort du pape Paul II et aboutit à l'élection du cardinal Francesco della Rovere qui devient le pape Sixte IV.

## Source
- (en) Cet article est partiellement ou en totalité issu de l’article de Wikipédia en anglais intitulé « Papal conclave, 1471 » (voir la liste des auteurs).